# ギャリー・フーパー
ギャリー・フーパー（Gary Hooper, 1988年1月26日 - ）は、イングランド・ハーロウ出身のサッカー選手。ポジションはFW（センターフォワード）。ウェリントン・フェニックスFC所属。
2011-12シーズンにはスコティッシュ・プレミアリーグで24得点を挙げ、得点王に輝いた。

## 選手経歴
- グレイズ・アスレティックFC 2004-2006
- サウスエンド・ユナイテッドFC 2006-2008

→ レイトン・オリエントFC 2007 (loan)
→ ヘレフォード・ユナイテッドFC 2008 (loan)
- スカンソープ・ユナイテッドFC 2008-2010
- セルティックFC 2010-2013
- ノリッジ・シティFC 2013-2016

→ シェフィールド・ウェンズデイFC 2015-2016 (loan)
- シェフィールド・ウェンズデイFC 2016-2019
- ウェリントン・フェニックスFC 2019-2020
- ケーララ・ブラスターズFC 2020-

## タイトル
クラブ
セルティックFC
- スコティッシュ・プレミアリーグ 2011-12, 2012-13
- スコティッシュカップ 2010-11, 2012-13

個人
- スコティッシュ・プレミアリーグ得点王 2011-12